# Jelena Wladimirowna Dolgopolowa
Jelena Wladimirowna Dolgopolowa (russisch Елена Владимировна Долгополова; * 23. Januar 1980 in Wolschski) ist eine russische Kunstturnerin.
Bei den Olympischen Spielen 1996 in Atlanta (USA) gewann sie mit der russischen Mannschaft Silber. Dolgopolowa gewann auch die Silbermedaillen mit der Mannschaft bei der Weltmeisterschaft 1997 und bei der Europameisterschaft 1998. 